# Посрамительные обряды
Посрамительные обряды — форма самосуда над нарушителями законов или местных традиций, не являющаяся казнью.
Зависит от местности, народа, и времени применения (Средневековье, Новое время, наши дни), а также допущенного жертвой нарушения. Может применяться как за причинение материального ущерба (конокрадство, воровство), так и за нарушение национальных, семейных и религиозных ценностей (супружеская неверность, подозрение в связи с врагом, в том числе половой контакт с неприятельским солдатом). Смотря по местным табу (Африка, Океания, армия), список недопустимого поведения и наказания за это весьма широк.
Список форма самосуда включает, но не исчерпывает такие как вымазывание в смоле и перьях, вымазывание ворот дома дёгтем, забрасывание тухлыми яйцами или помидорами, прогон через город/селение в голом виде, позорный столб, порка.